# Diecezja Girardota

Mapa diecezji

Diecezja Girardota (łac. Dioecesis Girardotanensis, hisz. Diócesis de Girardota) – rzymskokatolicka diecezja w Kolumbii. Biskup Girardota jest sufraganem arcybiskupa Medellín.

## Historia
18 czerwca 1988 papież Jan Paweł II mocą konstytucji apostolskiej Qui peculiari erygował diecezje Girardota. Dotychczas wierni z tych terenów należeli do archidiecezji Medellín.

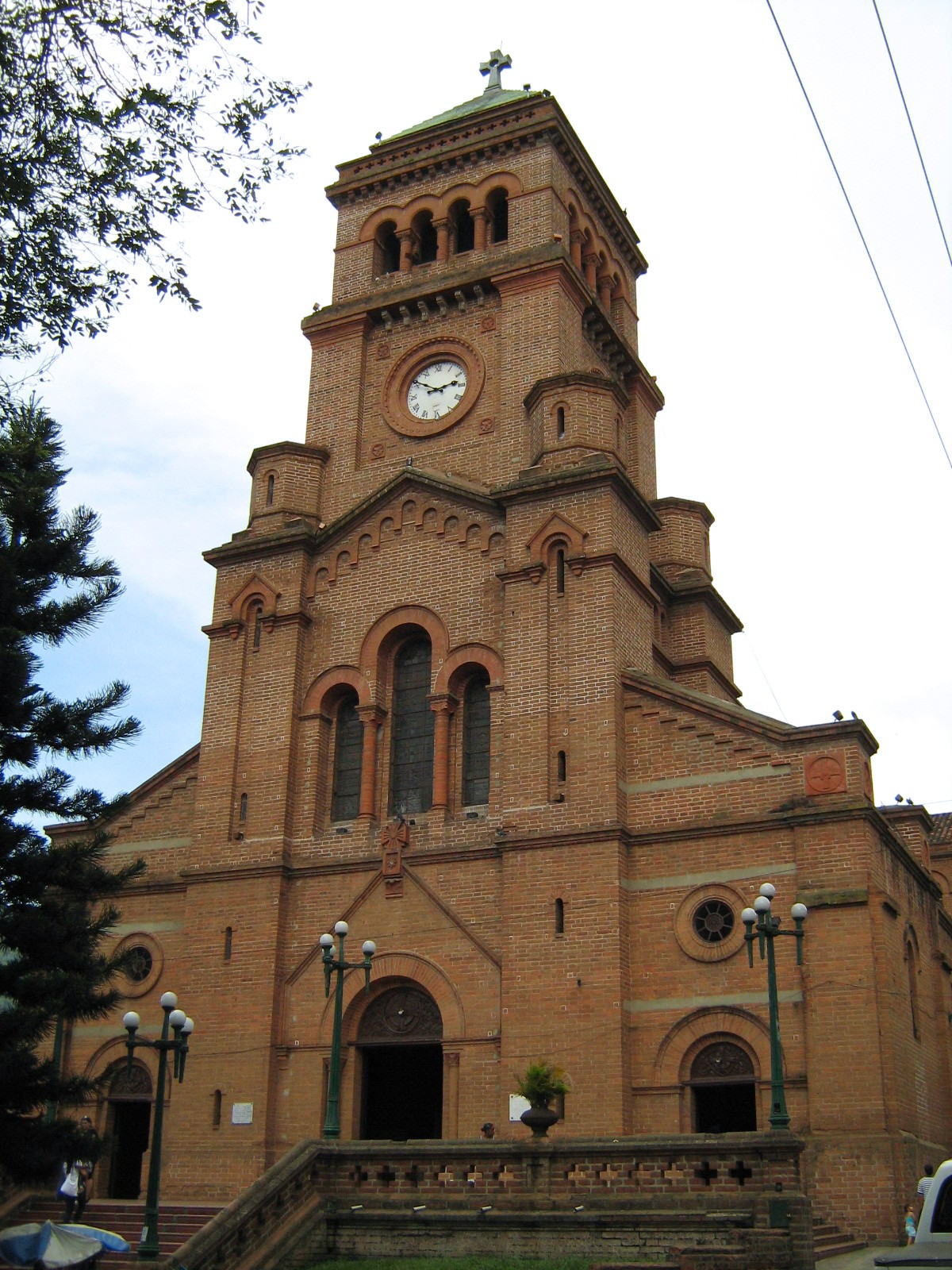
Katedra w Girardota

## Ordynariusze
- Oscar Angel Bernal (1988 - 1996)
- Héctor Ignacio Salah Zuleta (1998 - 2005)
  - Óscar González Villa (2006) -  zrezygnował z przyjęcia sakry
- Gonzalo Restrepo Restrepo (2006 - 2009)
- Guillermo Orozco Montoya (2009 - 2024)
- Juan Manuel Toro Vallejo (od 2024)